# 香港割讓

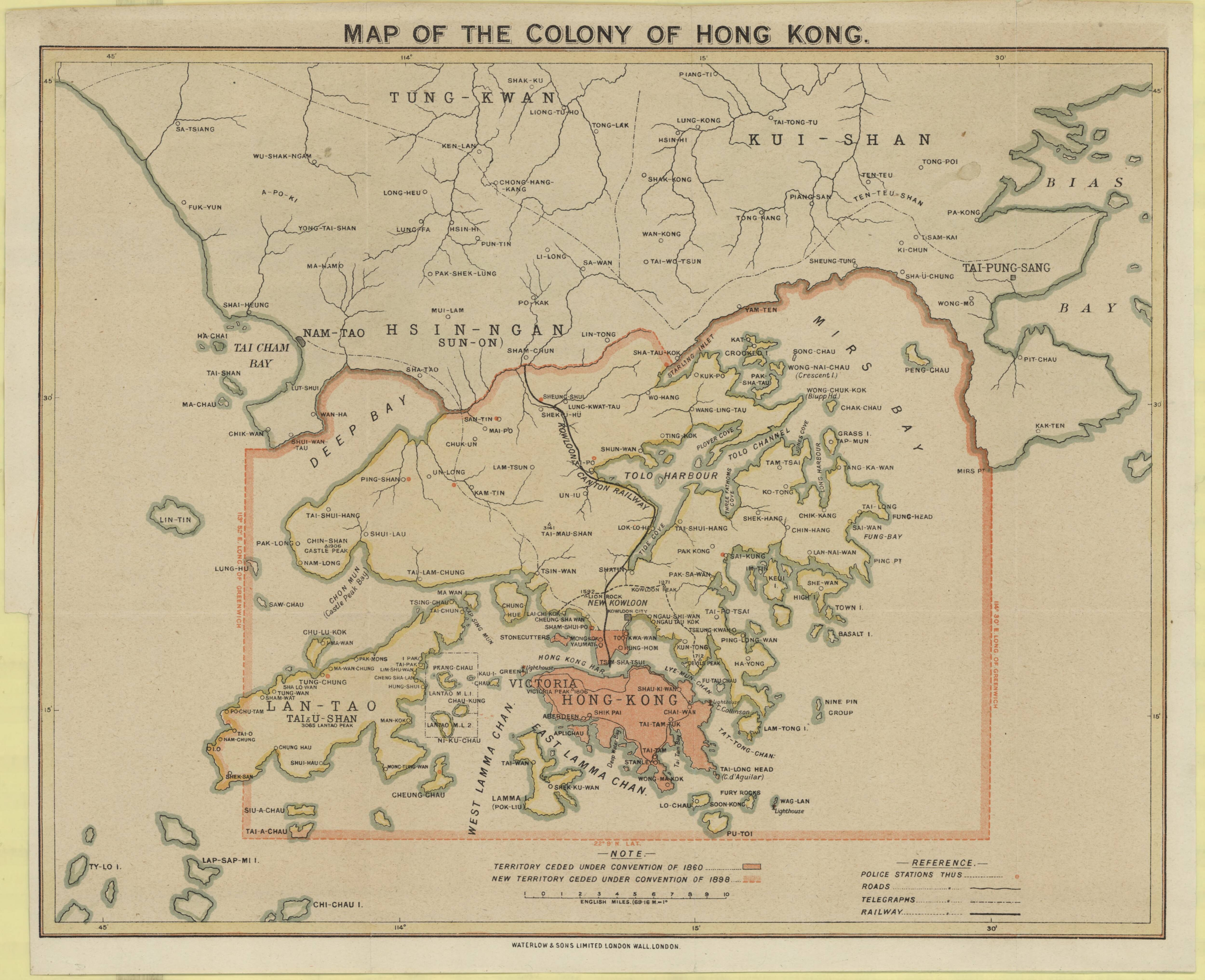
香港島距新安縣城南頭（圖左上Namtao）50公里。1842年割讓香港島（紅色），1860年割讓九龍半島（紅色），1898年租借新界（紅框內）

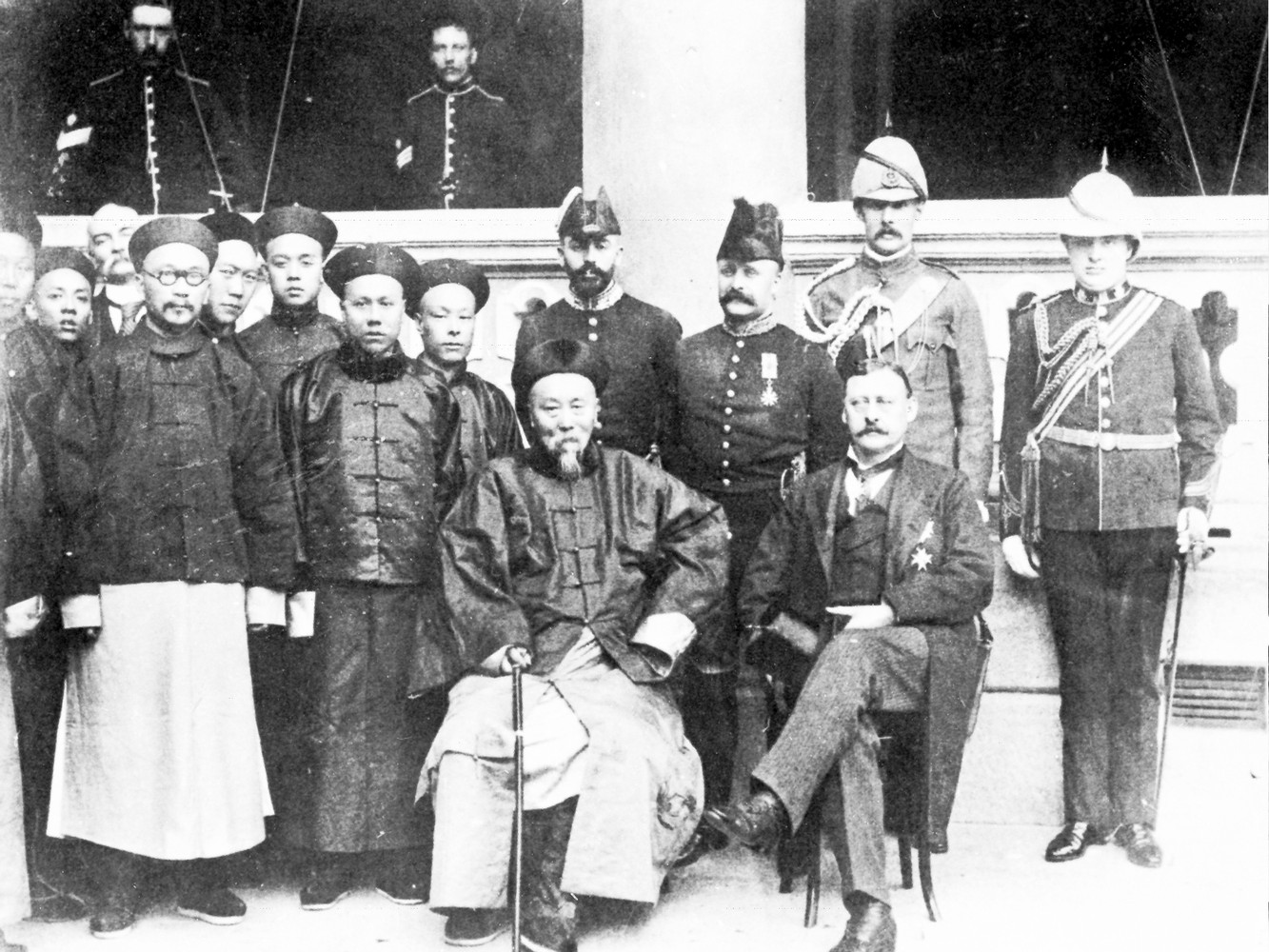
租借新界的條約由1898年李鴻章簽署。本圖攝於1900年1月15日港督府，赴廣州就任兩廣總督的李鴻章船經香港，與香港總督卜力談論九龍寨城；同年7月被召回斡旋辛丑條約，船再經香港，卜力挽留李鴻章留任以確保東南互保

香港割讓，指香港於1842年至1898年，清政府先後三次割讓今界限街以南的香港島、九龍半島及租借新界予英國，三地合稱英屬香港。英國的首選目標一直是浙江舟山島，而香港島遠在南方邊陲，并不是英國人的首選目標。本條目簡述英國在香港的擴張的前因後果，並介紹《南京條約》、《北京條約》談判時有關香港的部份。

## 清代以前：中原边陲棄島

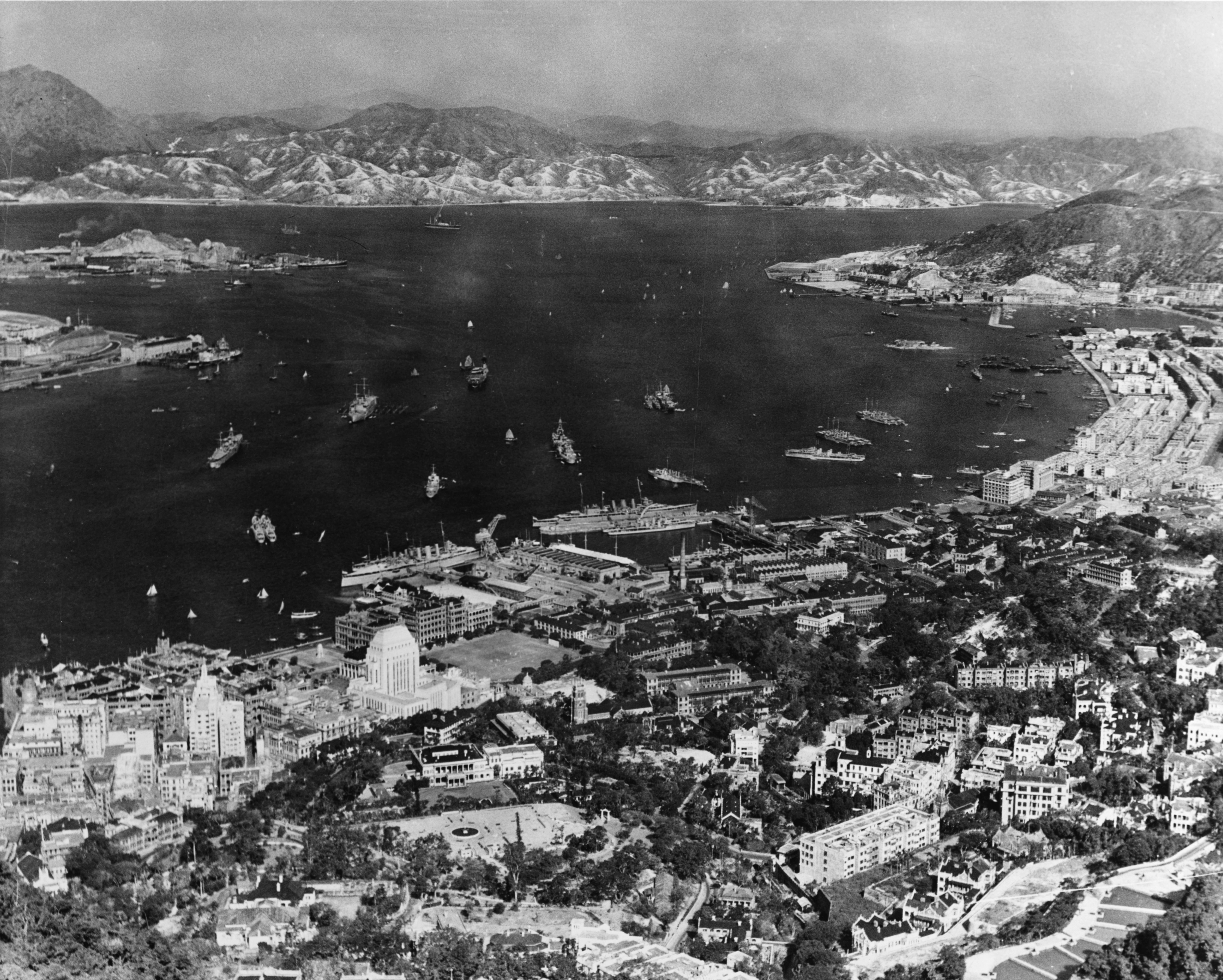
原中原邊陲棄土的香港島，藉海運的四通八達之便，發展至1936年已成為現代化的大城市。

香港島在中原邊陲，世居的蜑家人（即水上人）乃贱籍，元明清時被流放大海，飽受中原歧視，在船舟不得上岸。而由於明鄭據台灣，清初遷界令強遷邊垂沿海百姓，官方記載香港島和九龍共120條村被強遷，廣東沿海成為「隻丁不留」的鬼鎮，更成為華南海盜盜窟。

## 英國勘探

### 首選浙江舟山島
英國一直希望清朝賜予一島方便商人存貨和僑居，首選一直是浙江定海縣舟山島，因它鄰近浙江湖州，中英貿易的第二大商品——絲綢——主要是湖州湖絲。1793年馬戛爾尼使團請乾隆皇帝賜舟山，未果。後來英國目光改為香港，主因有：一，鴉片戰爭時英國佔領定海，駐華商務總監查理·義律才發現舟山島「航行充滿危險，除了動力汽船之外，其他船只幾乎無法航行」；二，虎門銷煙後從东印度公司治下的印度運出的鴉片已改為在香港中轉，英國在香港保護鴉片走私遠比保護湖州絲綢貿易更有利可圖；三，舟山以北的上海開埠。

### 香港「優良港口」論
1810年代，英國東印度公司勘探珠江口海圖，讚揚香港島南岸大潭灣是深水良港，適合大型帆船停泊。1834年至1839年英船不時停泊在香港水域。時任鴻臚寺卿的黃爵滋在奏摺寫「躉船載煙，不進虎門海口，停泊零丁洋（註：香港和澳門之間）中之老萬山、大嶼山等處。粵省奸商，勾通巡海兵弁，（略）以中國有用之財，填海外無窮之壑，易此害人之物，漸成病國之憂，日復一日，年復一年，臣不知伊於胡底。」。

### 香港「細小、荒蕪、無價值」論
與英國商界不同，1840年代英國軍政界普遍認為香港島是令人高興不起來的戰利品，香港庫政司羅伯特·蒙哥馬利·馬丁在1844年上任时指香港島「細小、荒蕪、無價值」（small, barren, unhealthy and valueless）。
這跟香港地形比較崎嶇有關，山多平地少且缺乏水源，晚清思想家王韬1883年有載，本「香港蕞爾一島耳，固中國海濱之棄地也。叢莽惡石，盜所藪，獸所窟，和議既成，乃割畀英。始闢草萊，招徠民庶，數年間遂成市落。」
一百年後，基礎建設完善時，時人又有另一番評價，1941年旅遊指南《大香港》載，「香港面積，原不甚大，所以名《大香港》者，以其為遠東之大商埠，南中國交通孔道，（略）建築之新型，交通之發達，莫不偉大堂皇，令人大為留戀，證以山不在高，有仙則名，水不在深，有龍則靈，斯香港所以為大矣。」。

### 清軍駐防
1683年施琅平定台灣後，康熙帝撤消邊垂沿海遷界令。，1684年至1685年工部尚書杜臻和席柱奉旨巡視廣東和福建的復界情況，寫成《粵閩巡視紀略》，提到九龍坳設墪台（即烽火台），「九龍台，把總一，兵丁七十三名」。1810年，香港佛堂門海峽的大砲被移至九龍寨，並建砲台。

## 割讓香港島

### 1839年广州英商被逐，浮舟零丁洋

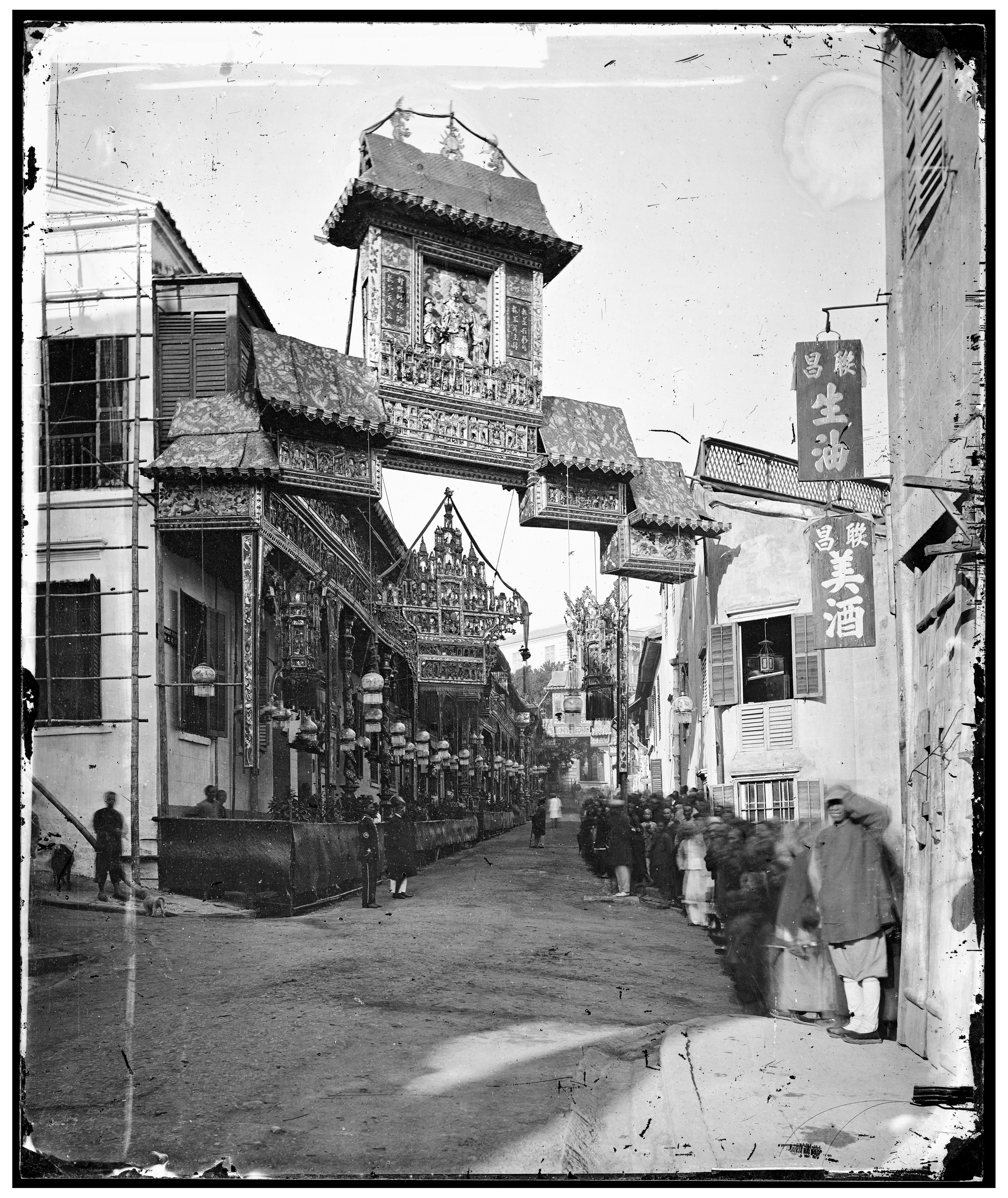
1869年阿尔弗雷德王子來訪香港島，是第一位訪港的英國皇室及愛丁堡公爵。此行他揭幕舊香港大會堂。本圖為1869年擺花街華埠的慶祝佈置

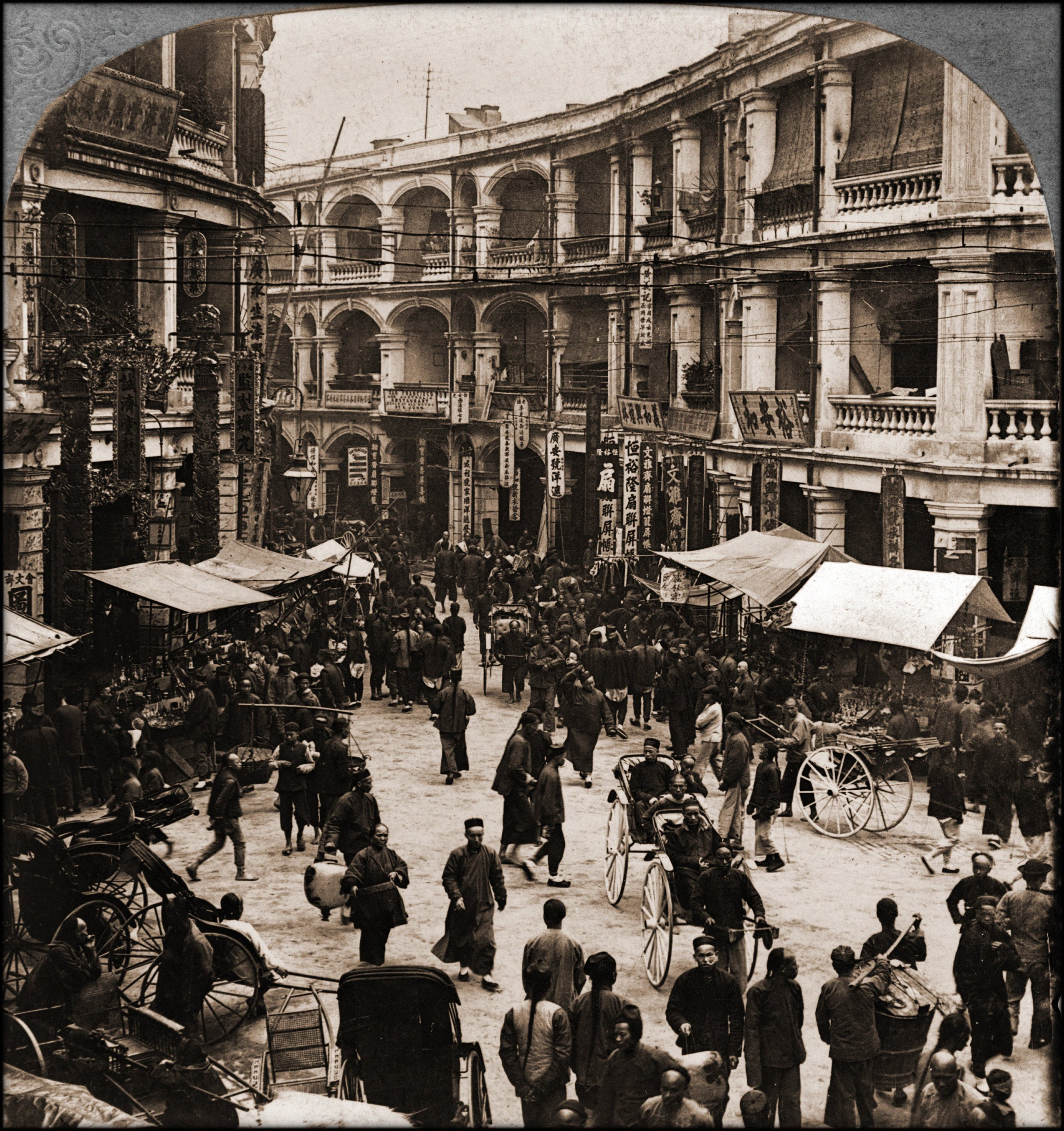
1901年農曆新年的皇后大道中。「華民之寄居者，雖咸守英人約束，然仍沿華俗不變，不獨衣冠飲食已也。如崇神佛則有廟宇，祀祖先則有祭享，正朔時日，無一不準諸內地。元旦亦行拜賀禮，爆竹喧闐，徹於宵旦。」

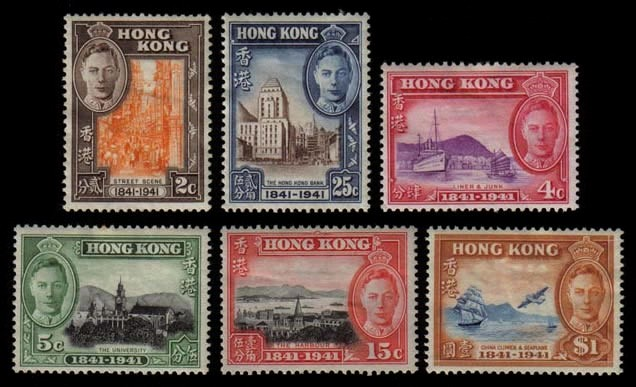
1841年香港開埠，1941年一百周年，2月發行紀念郵票，同年12月香港保衛戰香港陷入日本

1839年湖廣總督兼欽差林則徐到虎門銷煙，3月21日包圍廣州十三行的洋商，先斷其食水，再撤走幫洋商幹粗活的華工。洋商屈服，交出鴉片並撤至葡屬澳門。
1839年7月，尖沙咀（今屬香港九龍）村民林維喜在岸上被醉酒英國水手打死，應按大清律例審理，但英國駐華商務總監查理·義律却在船上按英國普通法系審理。林則徐大怒。浮舟期間，缺淡水、沒補給，義律因此決心在大清割地，使英商擁有永久可靠的據點。

### 1841年憑一紙《穿鼻草約》空文佔領香港島
1840年6月，英國對清政府宣戰，發動第一次鴉片戰爭，經過兩年交戰，清政府戰敗並被迫接受英國的條件，訂立城下之盟。
1841年1月，查理·義律與欽差琦善談判，起草《穿鼻草約》，將「香港」割讓予英國，雙方對於「香港」究竟是整個香港島還是小漁村香港仔爭執不下，琦善不敢報請道光帝，沒有諭令批准的草約淪為空文。查理·義律按自己理解決定佔領整個香港島，於1841年1月26日駐港英軍登陸今上環水坑口街升英國國旗。

### 1842年《南京條約》正式割讓香港島
兩國均不承認《穿鼻草約》，琦善被解北京查辦，英國外交大臣彭瑪斯頓子爵（後來又譯巴麥尊）嚴斥查理·義律只顧割島而沒有簽訂通商條約，而且「你割讓得來的香港，是毫無生氣的小島，連一家房子都沒有」，故改派璞鼎查接任談判。不久，輝格黨政府倒台，新上任的保守黨外交大臣阿伯丁伯爵指示璞鼎查撤回割地要求，不過璞鼎查滿意香港開埠情況，違背外交大臣訓令，堅持割島。
1842年8月29日，清政府欽差大臣耆英、伊里布與英國全權代表璞鼎查在停泊於南京江面的英國軍艦汉华丽号上，簽訂南京條約，正式割讓香港島給英國。

最終1842年8月29日簽訂《南京條約》寫道：
因大英商船远路涉洋，往往有损坏须修补者，自应给予沿海一处，以便修船及存守所用物料。今大皇帝准将香港一岛给予大英国君主暨嗣后世袭主位者常远据守主掌，任便立法治理。
割讓香港島通常被表述為中國近代史上第一次割地。在近代史以前，割地的例子在史籍記載不少，有前燕割虎牢關以西予前秦，唐朝向西突厥和親時割龜茲、于闐、疏勒、朱俱波、葱嶺，後晉割燕雲十六州予遼國，南宋在紹興和議割鄧州和唐州予金國，等等。

### 開埠後華埠居住情況
1841年6月，義律分段出售土地，香港開始有移民居留:319。英國人辦的《香港轅門報》在1841年5月15日載，香港島上共16條村有人居住，共7,450人。晚清思想家王韬在1874年香港循環日報載，「華民所居者率多，小如蝸舍，密若蜂房。計一椽之賃，月必費十餘金，故一屋中多者常至七八家，少亦二三家，同居異爨。尋丈之地，而一家之男婦老稚，眠食盥浴，咸聚處其中，有若蠶之在繭，蠖之蟄穴，非復人類所居。蓋寸地寸金，其貴莫名，地球中當首推及之矣」。

## 割讓九龍半島

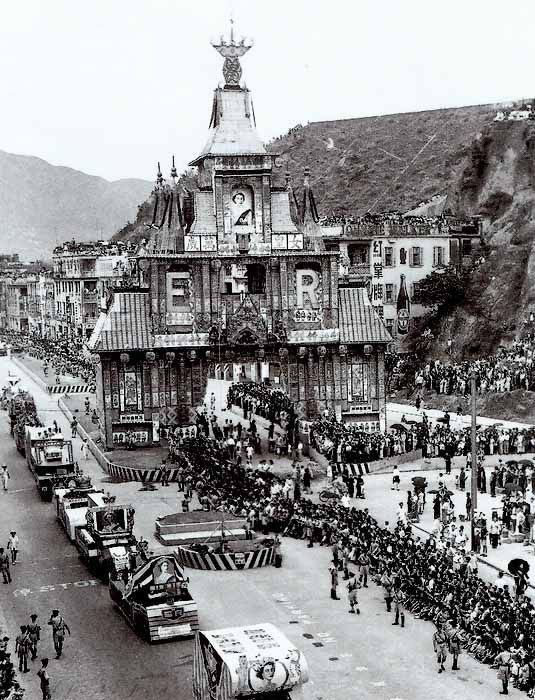
九龍在1953年英女皇加冕巡遊。攝於平安戲院

割香港島不久，《廣州週報》（Canton Press）在1842年5月7日已指出九龍更適合建城鎮。1847年遠東艦隊司令米高·西摩致皇家工兵司令的信函指出九龍半島對屏藩維多利亞港有重要作用。

1856年亞羅號事件引發第二次鴉片戰爭。1860年3月18日，英軍第44團佔領尖沙嘴，3月20日兩廣總督勞崇光同意「暫時租借」九龍。1860年10月火燒圓明園清廷受震懾，英國駐華全權特使額爾金伯爵（又譯伊利近）藉機在《北京條約》加入新條款——割讓（「永租」）九龍半島界限街以南部份。最終條文：
前據本年二月二十八日大清兩廣總督勞崇光，將粵東九龍司地方一區，交與大英駐紮粵省暫充英法總局正使功賜三等寶星巴夏禮，代國立批永租在案，茲大清大皇帝定即將該地界付與大英大君主並歷後嗣，并歸英屬香港界內，以期該港埠面管轄所及庶保無事。

## 租借新界

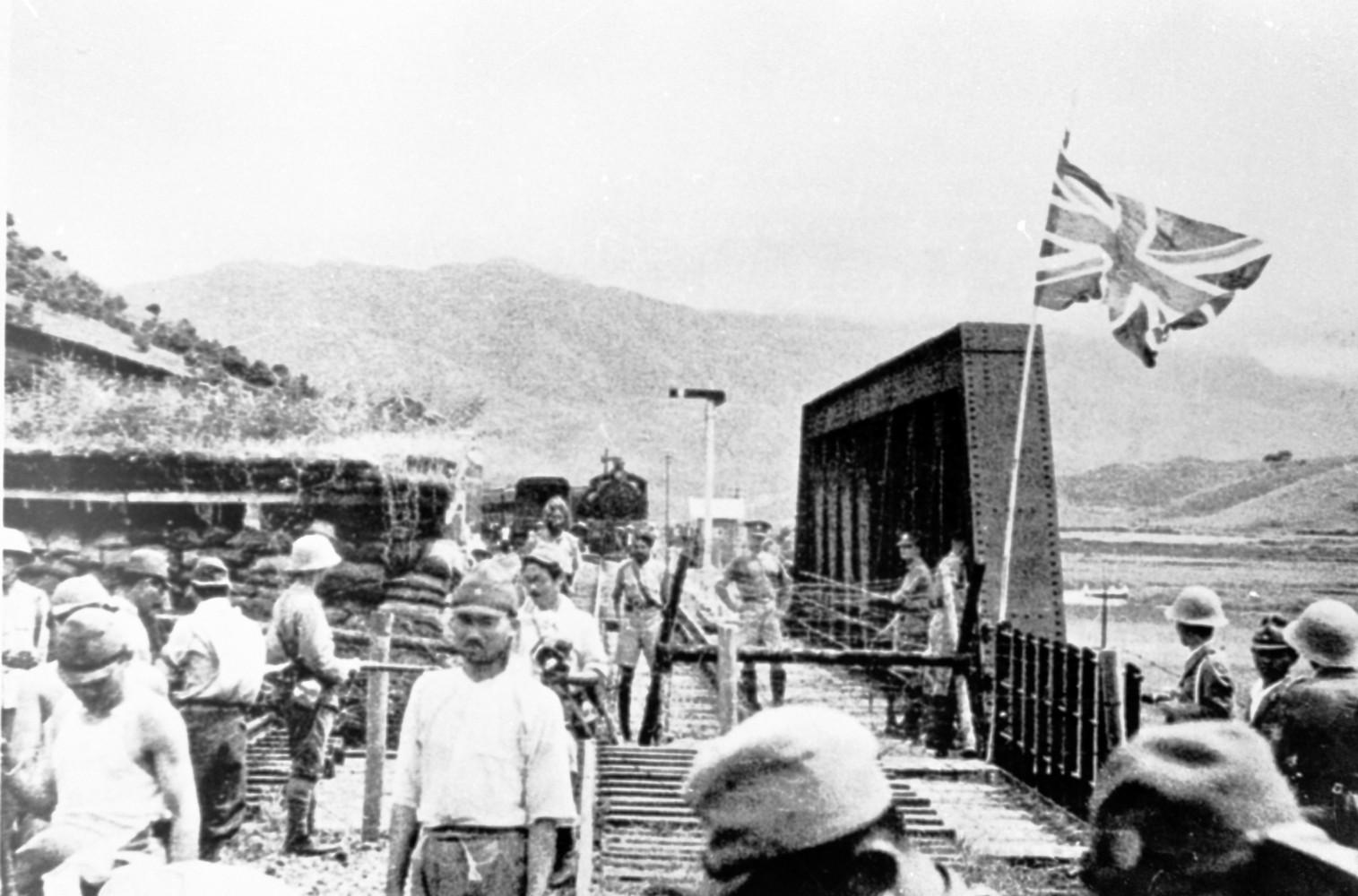
攝於1938年10月廣州戰役不久。日軍在羅湖橋（香港新界與中華民國廣東省寶安縣邊境）與駐港英軍對峙，延至1941年12月，日軍在偷襲美國珍珠港六小時後偷襲英屬香港，香港保衛戰爆發。圖中可見當時中港邊界位於羅湖橋的北岸橋頭，即以深圳河北岸為實際邊界線。此照片拍攝時位於深圳河以北的寶安縣一側。

### 內因：衛生與軍事需求
香港島和九龍半島並無險可守，香港的商會擔憂任何敵國勢力若擴張至香港的離島，香港將難以守衛。加上當時香港島人口密集，1894年香港鼠疫流行，公共衛生防疫需要更多土地。。

### 導火線：俄國與法國租界的連鎖反應
1895年大清簽《馬關條約》割讓遼東半島予日本，德、法、俄三國干涉還遼，俄國以「還遼有功」在1898年3月簽《旅大租地條約》租旅順和大連25年，引發列強瓜分中國。俄國首度獲得遠東不凍港，引起英國海軍警戒。1898年4月，法國登陸廣州灣，憑《廣州灣租界條約》第一次從法屬印度支那擴張至中國本部海岸。由於俄國與法國破壞了東亞勢力平衡，英國急忙在1898年6月9日簽《展拓香港界址專條》，從大清政府租借新界99年到1997年終結。1899年4月16日新界首次升起英國國旗。部分新界原居民在英國接管新界之時，為了保衛鄉土，曾與英軍激烈戰鬥。

### 三不管的「九龍寨城」

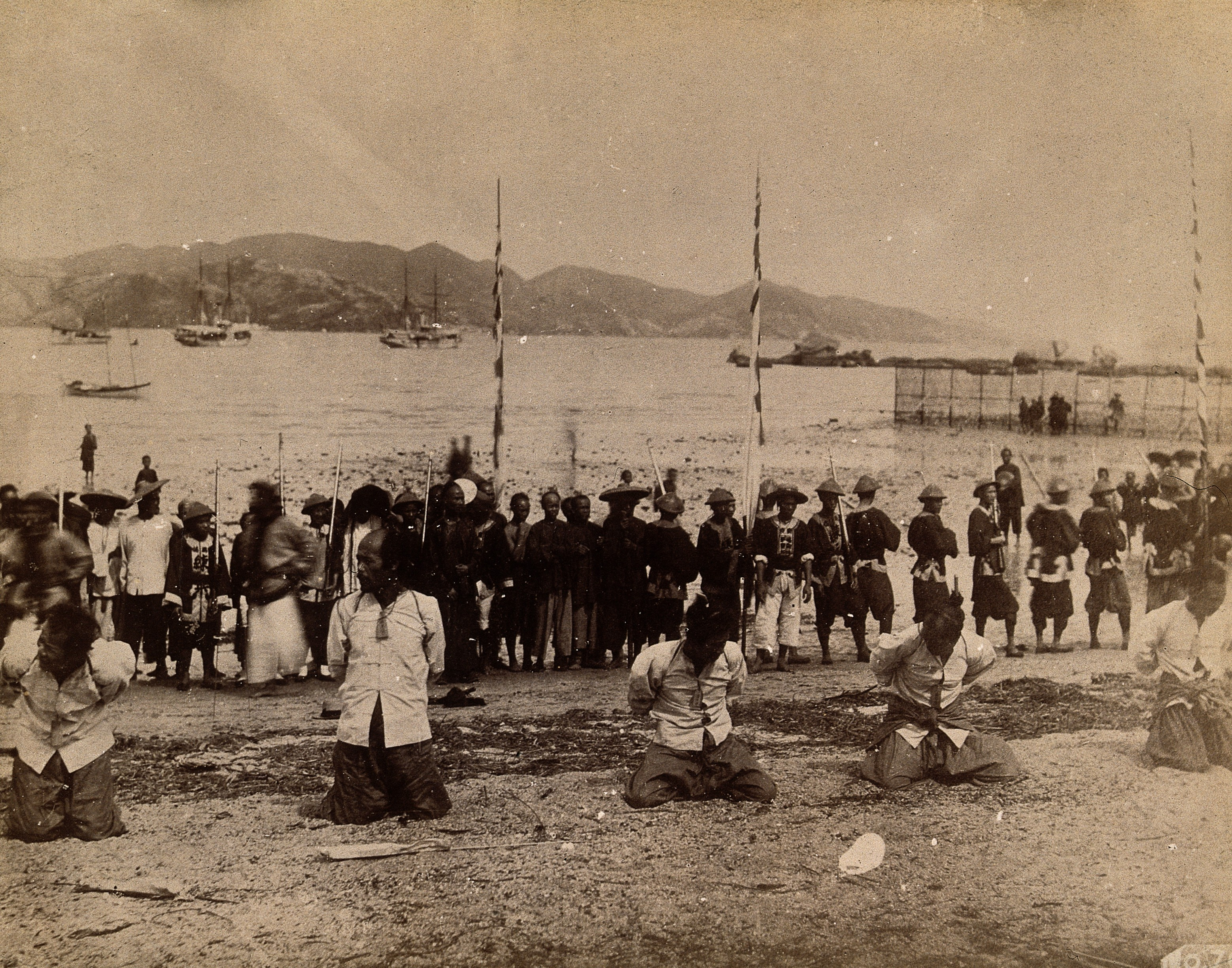
1891年4月17日九龍寨城斬首海盜。被斬的是香港島筲箕灣客家人

在清朝政府力爭之下，保有了位於界限街以北，離當時新界九龍邊界只有500米的九龍寨城的管治權，成為清朝的外飛地，因飛地管治困難，最終成為三不管地帶——所謂「香港政府不敢管、英國政府不想管、中國政府不能管」。
九龍寨城施行大清律例，與香港法律制度不同。最著名例子是1891年4月17日的海盜在刑場斬首事件，事緣1890年12月南澳號英國船長被劫殺、加州華工乘客被搶金條。按香港刑事訴訟程序該案證據不足，予以釋放，但那些客家人海盜隨即被引渡予大清九龍寨城，按大清律例該案證據充份，被大清衙役斬首。

### 原定擴張

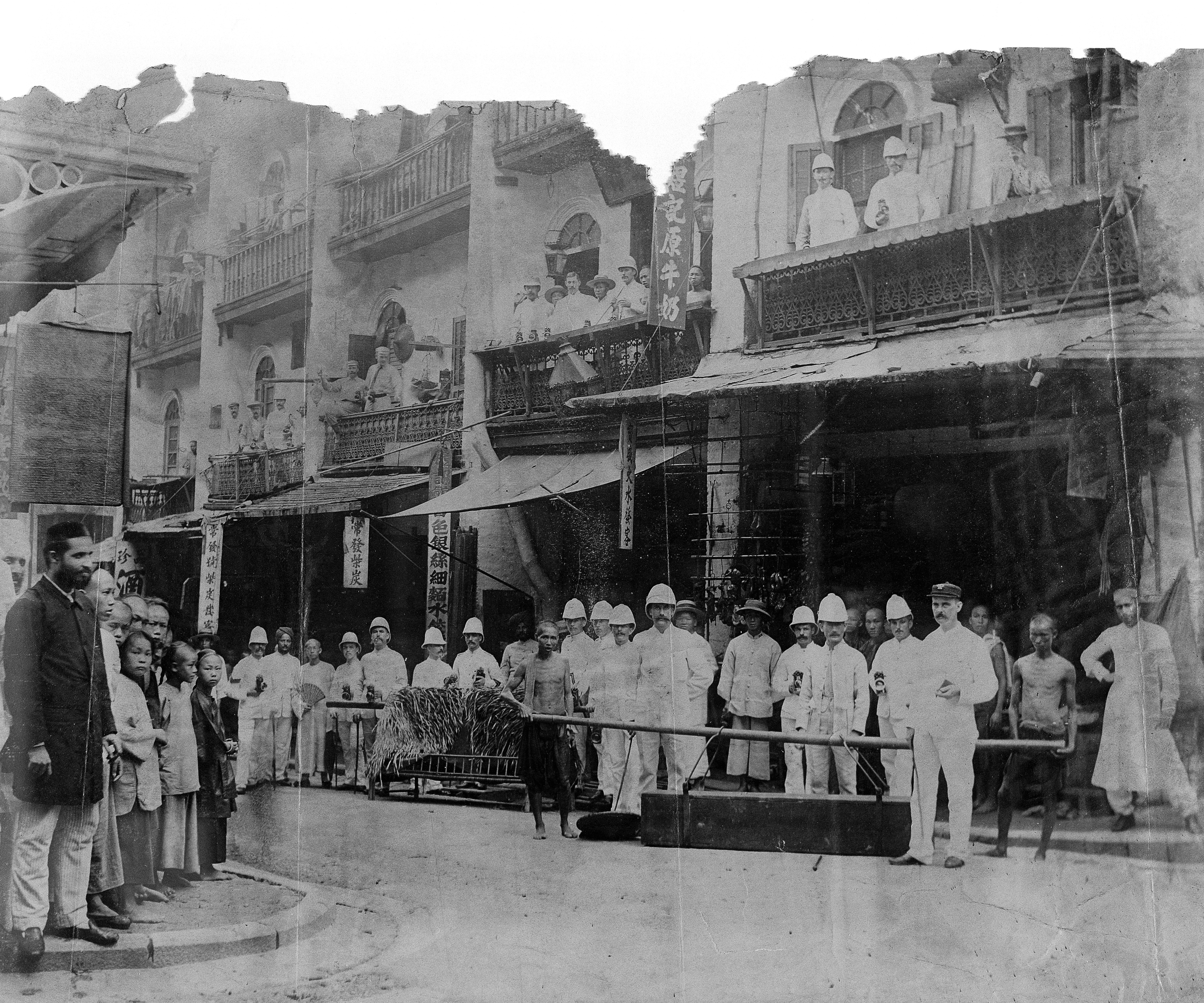
1894年香港鼠疫。1923年孫中山指其革命思想源於對香港衛生的反思：英國人開埠香港僅80年，衛生井然，他家鄉香山縣4000年歷史，遠遠不如，可見事在人為，別人既不為之，就由他革命。（見#香港成為晚清革命基地章節）

由於深圳墟（今深圳市羅湖區東門市場）這個大集市座落於新界北邊，香港辅政司骆克恐怕深圳墟會成為九龍寨城「三不管」的翻版，成為黑幫、人口販賣和走私的温床，遂提倡以梧桐山為自然邊界，把現今羅湖區和福田區劃入英屬香港。英軍為此在1899年5月16日－11月13日佔領深圳墟。最終英國在談判換得其他利益，撤出深圳墟。

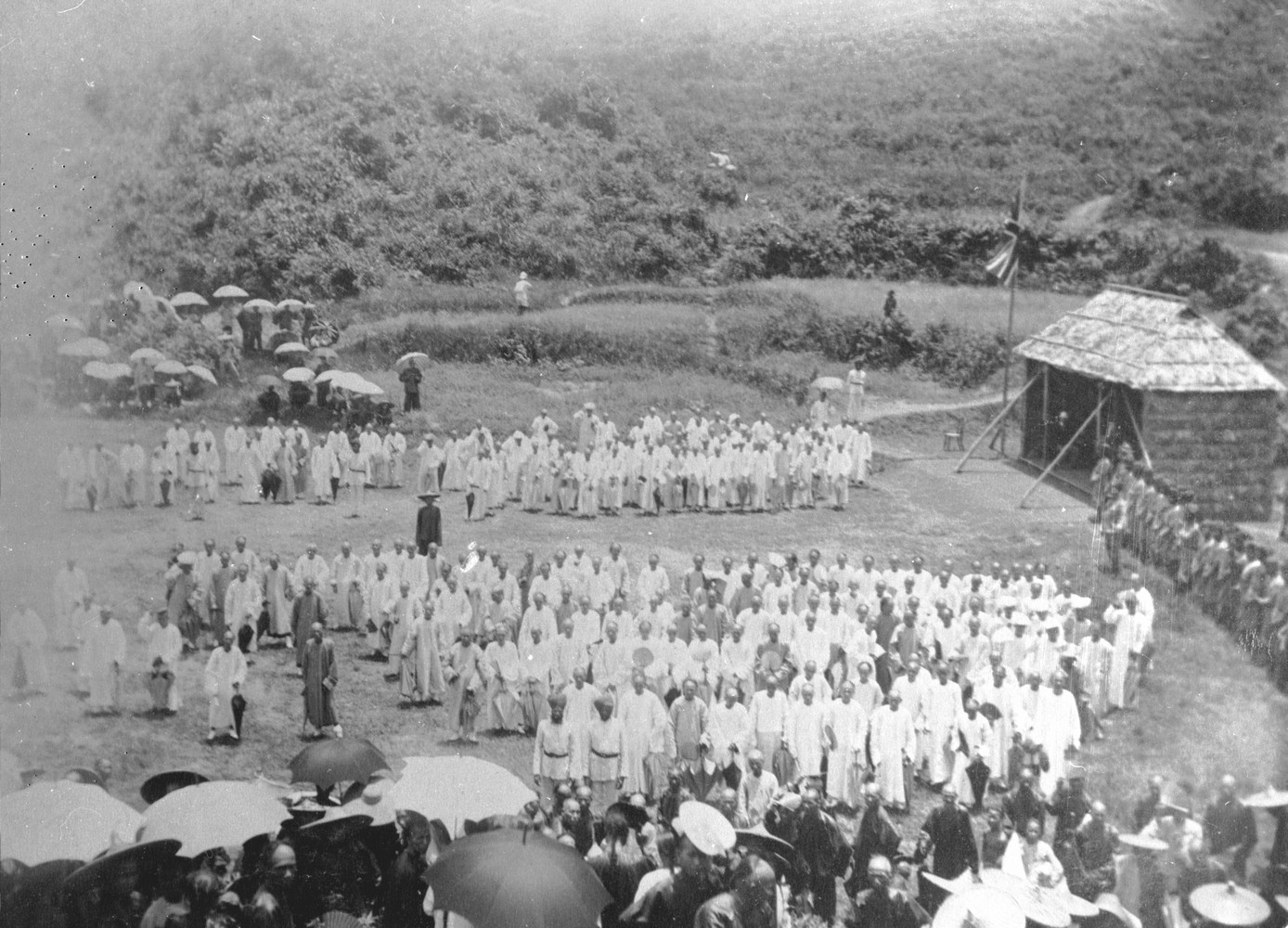
大清租出新界後，1899年8月2日香港總督卜力向新界鄉紳解釋租約
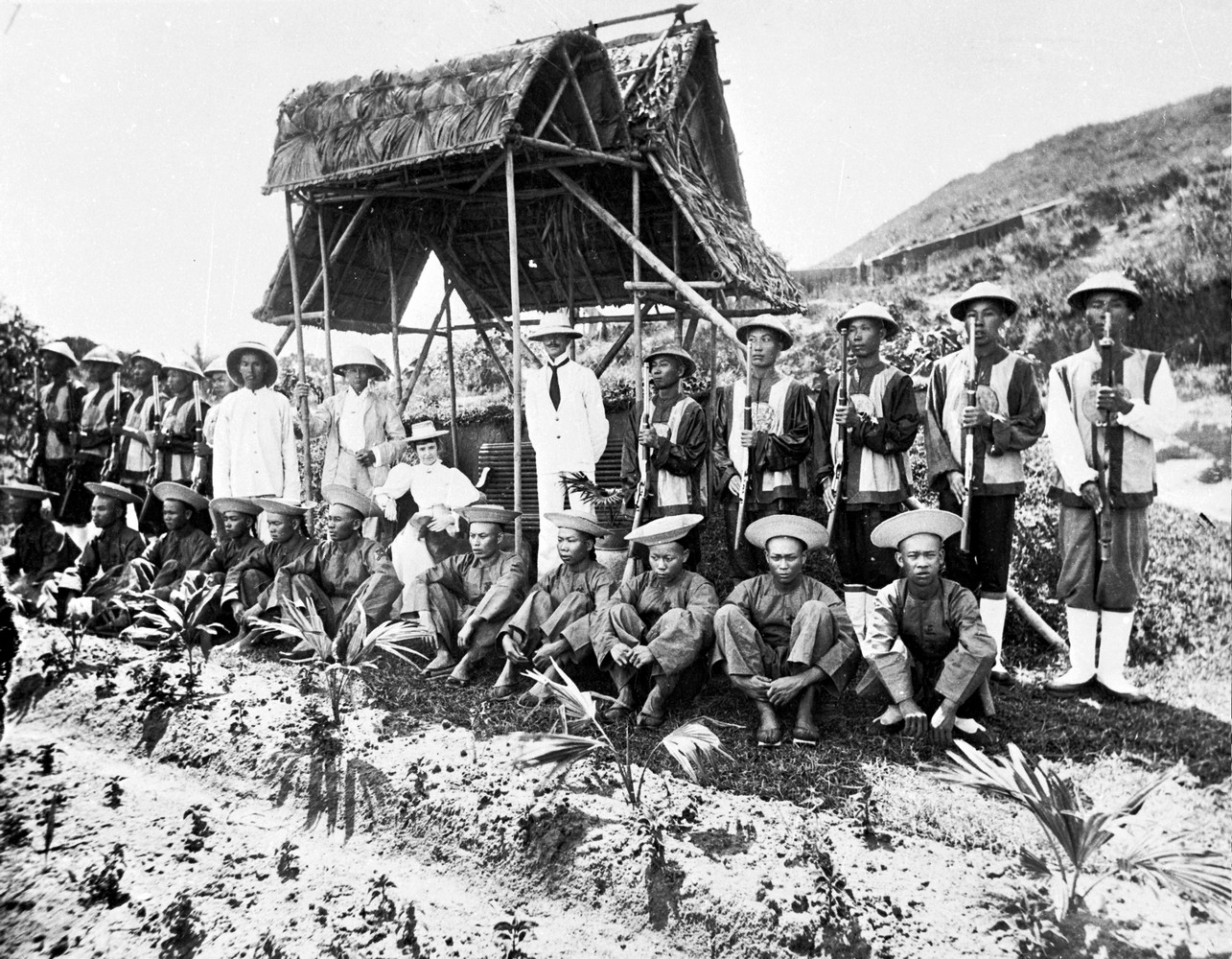
1898年界限街的香港海關，甚為荒蕪。界限街是九龍與新界的分界線

## 後續

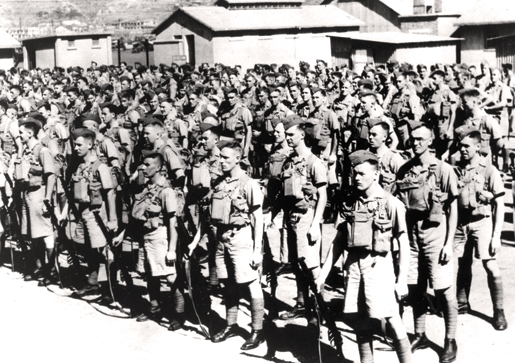
香港保衛戰爆發前，加拿大派兵增援香港，兩個步兵營合共1,975人於1941年11月16日抵達香港，但在日軍猛攻下香港淪陷，加拿大軍也遭遇嚴重傷亡

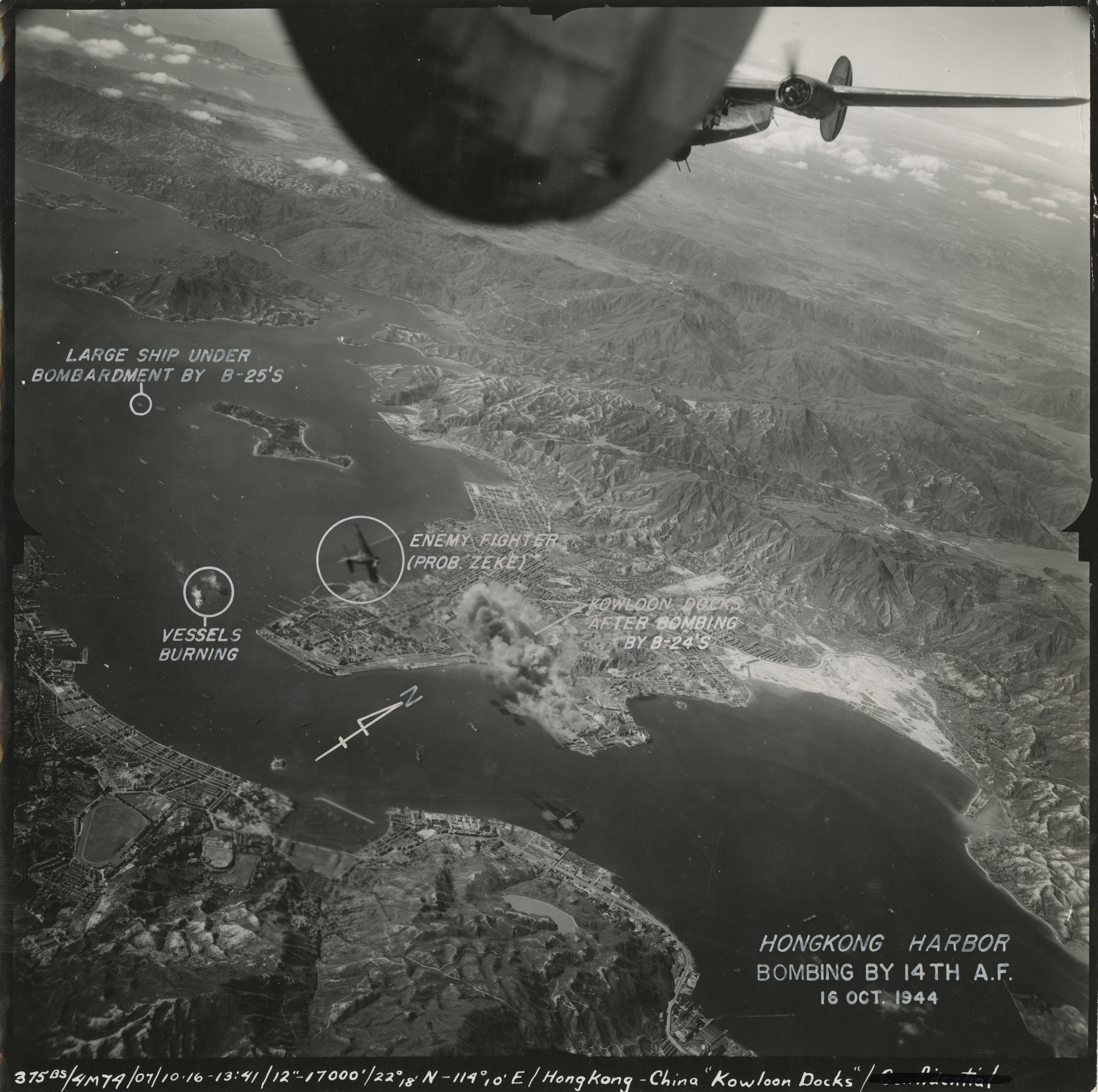
1944年10月16日，美國第十四航空隊出動28架B-24空襲香港。着火冒煙的是日控的黃埔船塢，火球左側是追趕美軍轟炸機的日軍零式戰機

### 香港成為晚清革命基地
英屬香港的法律不受清廷規管，由此成為興中會策劃革命及顛覆清政府的基地，對清末辛亥革命推翻清朝助力甚大。1923年孫中山演說，直言其革命思想萌芽於對香港的衛生、廉潔、盜賊少的感悟。演說裡，他提及曾經在家鄉香山縣仿效香港推行衛生新政，卻遭遇貪污縣令，後來走訪省城廣州府和北京，發現還更貪污。孫中山反思香港由英國人開埠僅80年，衛生井然，然而家鄉香山縣4000年歷史以來，卻遠遠不如，可見事在人為，別人既不為之，就由他來革命，在全國推行「香港式的政府」。

### 二戰日軍佔領和國民政府交涉
第一次世界大戰中的香港本土未受攻擊，不過有384名香港華人在美索不達米亞戰役殉職，他們隸屬中國勞工旅。二戰期間，英軍、加拿大援軍和本地華人軍在香港保衛戰戰敗，日本佔領香港。二戰結束前，盟軍已注意到將來日軍應向誰歸降的外交問題，1943年1月簽訂中英平等新約，顧維鈞曾爭取但最終擱置要求收回新界租借地。而受制於中國外內局勢，中國同意由英國皇家海軍夏慤少將代表英國政府及蔣介石在香港接受日軍投降，1945年8月30日香港重光由英國軍隊解放香港，英國恢復對香港的管治。

### 「长期打算，充分利用」
國共內戰至1949年末，解放軍在廣東戰役已攻尅廣東，但沒有攻打香港，中共領導人多次說明要對香港「长期打算，充分利用」而不急於收回，所謂利用，則包括1950年代韓戰時靠香港輸送物資，繞過聯合國大會第500號決議的戰略禁運。這種利用延續至韓戰之後。冷戰年代，蘇聯多次指責中國以社會主義國家自居，卻為了經濟利益一己之私，縱容香港同胞過上「殖民主義、資本主義」的水深火熱，非常虛偽。這屬於中蘇交惡外交鬥爭的一部份。
香港工委等香港左派陣營對他們未被上級允許在1949年奪取港英政府權力而極度失望，他們長期潛存一股渴望早日解放的心情，是他們1967年乘着文化大革命期間發起六七暴動的深層次因素。香港工委和以鬥委會為首的香港左派陣營發動六七暴動及連串炸彈襲擊挑戰港英政府的權力。

### 1997年
1984年《中英联合声明》英國同意移交香港給中國，「中華人民共和國政府決定於1997年7月1日對香港恢復行使主權」。

## 學術研究
外交史料匯輯有1995年香港三聯書店的“香港歷史問題資料選評”三冊叢書：《割佔香港島》（余繩武編）、《割佔九龍》（劉蜀永編）、《租借新界》（劉存寬編）。